# Saint-Agoulin
Saint-Agoulin é uma comuna francesa na região administrativa de Auvérnia-Ródano-Alpes, no departamento Puy-de-Dôme. Estende-se por uma área de 9,22 km². Em 2010 a comuna tinha 336 habitantes (densidade: 36,4 hab./km²).